# Emmerich Raitz von Frentz
Emmerich Anton Hubert Freiherr Raitz von Frentz (geboren 16. März 1803 in Listringhausen; gestorben 30. Dezember 1874 in Düsseldorf) war königlich-preußischer Kammerherr, Rittmeister, Schloßhauptmann von Benrath und von 1838 bis 1863 Landrat des Landkreises Düsseldorf.

## Abstammung
Emmerich Raitz von Frentz wurde 1803 in Listringhausen geboren. Dieses Anwesen hatte seine Mutter Maria Franziska Agnes Antonetta Freiin von Nagel zu Gaul (geboren 9. Oktober 1773 in Hückeswagen; gestorben 7. Mai 1840 in Koblenz) als Fideikommissgut, gemeinsam mit anderen Gütern im Erbweg, in die Familie Raitz von Frentz eingebracht. Ihr Ehemann, der kurkölnische Kämmerer Franz Carl Anton Johann Freiherr Raitz von Frentz (geboren 15. April 1763 auf Schlenderhan; gestorben 6. August 1821 in Godesberg), den sie 1789 in Listringhausen geheiratet hatte, war durch seinen Vater Erbe des Rittergutes Schlenderhan.

## Leben und Werdegang
Als 17-Jähriger trat Raitz von Frentz zunächst als Volontär in das 7. Ulanen-Regiment ein, erhielt dort am 4. August 1821 seine Ernennung zum Unteroffizier, am 19. Januar 1823 als Portepeefähnrich und am 21. Januar 1824 zum Sekondeleutnant im 5. Ulanen-Regiment, ehe er auf eigenes Ersuchen und mit Allerhöchster Kabinettsorder vom 18. Juni 1825 seinen Abschied aus dem Preußischen Militärdienst nahm. In der Folge begann er ein Studium der Rechts- und Kameralwissenschaften an der Universität zu Bonn, das er jedoch nicht abschloss. Für 1834 ist seine Zugehörigkeit als Sekondeleutnant zum in Köln beheimateten 28. , später zu dem 35. Landwehr-Regiment in Düsseldorf belegt. 
Am 10. Mai 1838 erfolgte schließlich seine Wahl zum Landrat des Landkreises Düsseldorf. Seine Ernennung per Allerhöchste Kabinettsorder und, unter der Voraussetzung der Prüfung seiner Befähigung zu diesem Amt, schloss sich am 27. November 1838 an, wobei er die erforderliche Prüfung am 10. Januar 1839 mit der Beurteilung „vorzüglich befähigt“ absolvierte.} Die Verwaltung des Landkreises bis zu seiner Amtseinführung und Vereidigung am 6. März 1839 übernahm zunächst bis zum 31. Dezember 1838 Anton von Lorch und im Weiteren Franz Graf von Spee.
Nach fast 23-jähriger Dienstzeit reichte Raitz von Frentz am 14. November 1861 ein erstes Abschiedsgesuch ein. Bei diesem beabsichtigte er, um dem von ihm verwalteten Landkreis ein Interimistikum zu ersparen, die Geschäfte ab dem 1. Januar 1862 kommissarisch bis zu einer Wiederbesetzung weiterzuführen. Einen Antrag auf Vertrauensbekundung seitens der Kreisbevölkerung zog er jedoch zurück. Schließlich wurde er auf eigene Nachfrage vom 21. Februar 1863 mit Dimissoriale vom 30. März 1863 in den Ruhestand versetzt. Neben seiner hauptberuflichen Betätigung als Landrat gehörte Raitz von Frentz von 1859 bis 1861 als Mitglied der Fraktion Mathis dem Provinziallandtag der Rheinprovinz an. Seitens des Preußischen Königs wurde Emmerich Raitz von Frentz mit dem Roten Adler-Orden 2. Klasse ausgezeichnet.

## Familie
Der Katholik Emmerich Raitz von Frentz heiratete in erster Ehe am 11. August 1825 in Düsseldorf Wilhelmine Freiin von Kylmann (geboren 20. August 1806 in Düsseldorf; gestorben 6. Januar 1835 in Garath), eine Tochter des Appellationsgerichtspräsidenten Geheimrat Johann Freiherr von Kylmann und dessen Ehefrau Wilhelmine von Kylmann, geborene von Brée. Aus dieser Ehe ging, neben der Tochter Adolfine, der spätere Landrat und Polizeipräsidenten von Koblenz, Jakob Freiherr Raitz von Frentz (1826–1884) hervor. 20 Monate nach dem Tod seiner ersten Frau ehelichte Emmerich Raitz von Frentz am 7. September 1836 in Millendonk Katharina Margaretha Theodora Elisabeth Josefine, geborene Lefort, genannt Mimi (geboren 14. Juli 1807 in Oedt; gestorben 2. April 1871 in Düsseldorf), eine Tochter des Jean Justin Lefort und dessen Ehefrau Constanze Lefort, geborene Freiin von Maercken zu Geerath. Auch aus der zweiten Ehe gingen ein Sohn und eine Tochter hervor, darunter der Königlich Preußische Premierleutnant Max Freiherr Raitz von Frentz (geboren 30. Juni 1837 in Garath; gestorben 31. Dezember 1897 in Köln).